# Mikey Day
Michael William Day (Orange, 20 maart 1980) is een Amerikaanse acteur, komiek, schrijver en producent.

## Levensloop
Day studeerde theater aan de University of California, Los Angeles, en is alumnus van theaterschool The Groundlings. Hij schreef voor verschillende televisieprogramma's. Hij sloot zich aan bij het amusementsprogramma Saturday Night Live als schrijver in het 39e seizoen en werd later een van de spelers.

## Filmografie

### Film
| Jaar | Titel                    | Rol              | Regisseur                      | Opmerkingen   |
| ---- | ------------------------ | ---------------- | ------------------------------ | ------------- |
| 2016 | Brother Nature           | Thomas Jefferson | Osmany Rodriguez Matt Villines | Ook schrijver |
| 2019 | Brittany Runs a Marathon | Dev              | Paul Downs Colaizzo            |               |
| 2019 | Little                   | Connor           | Tina Gordon Chism              |               |
| 2020 | Hubie Halloween          | Axehead          | Steven Brill                   |               |
| TBA  | Home Alone               | Priester         | Dan Mazer                      | Ook schrijver |

### Televisie
| Jaar            | Titel                                   | Rol                                        | Opmerkingen                              |
| --------------- | --------------------------------------- | ------------------------------------------ | ---------------------------------------- |
| 1999            | The Mike & Ben Show                     | Diverse                                    |                                          |
| 2004            | Angel                                   | O'Shea                                     | Aflevering "Why We Fight"                |
| 2004            | Faking the Video                        | Valse PA                                   |                                          |
| 2004            | World Cup Comedy                        | Zichzelf                                   |                                          |
| 2005-2014, 2018 | Wild 'n Out                             | Zichzelf                                   | Ook adviserend producent                 |
| 2005            | Reno 911!                               | School Guy                                 | Aflevering "The Prefect of Wanguani"     |
| 2006            | Totally Awesome                         | Charlie                                    | Tv-film                                  |
| 2006            | The Underground                         | Diverse                                    | 11 afleveringen; ook schrijver           |
| 2007            | Short Circuitz                          | Zichzelf                                   | Ook adviseur schrijver                   |
| 2007            | Say What? Karaoke 2.0                   | Zichzelf                                   |                                          |
| 2007            | Online Nation                           | Dave                                       |                                          |
| 2008            | Bar Starz                               | Cole                                       |                                          |
| 2008            | Kath & Kim                              | Craig                                      | 17 afleveringen                          |
| 2010            | Nathan vs. Nurture                      | Daniel Bennett                             | Tv-film                                  |
| 2010-2013       | Mad                                     | Diverse stemmen                            | 27 afleveringen                          |
| 2011            | Friends with Benefits                   | Derek                                      | Aflevering: "The Benefit of Forgetting"  |
| 2012            | Animation Domination High-Def           | Professor Oak (stem)                       | 2 afleveringen; tv-miniserie             |
| 2013            | Incredible Crew                         | Cosmos Megahead, Fred Johnson en Lifeguard | Ook toezichthoudend producent, schrijver |
| 2014-heden      | Robot Chicken                           | Diverse stemmen                            | 14 afleveringen; ook schrijver           |
| 2016            | Idiotsitter                             |                                            | Aflevering: "Ex-vriend"                  |
| 2016            | Maya & Marty                            | Zichzelf/diverse                           | 6 afleveringen; ook co-hoofdschrijver    |
| 2016-heden      | Saturday Night Live                     | Zichzelf/diverse                           | Ook schrijver                            |
| 2017            | The David S. Pumpkins Halloween Special | Linker skelet (stem)                       | Tv-film; ook schrijver                   |